# Leucognatha
Genre
Synonymes
- Sancus Tullgren, 1910 nec Nicéville, 1891

Leucognatha est un genre d'araignées aranéomorphes de la famille des Tetragnathidae.

## Distribution
Les espèces de ce genre se rencontrent au Portugal aux Açores, au Kenya et en Tanzanie.

## Liste des espèces
Selon World Spider Catalog (version 23.0, 21/03/2022) :
- Leucognatha acoreensis Wunderlich, 1992
- Leucognatha bilineata (Tullgren, 1910)

## Systématique et taxinomie
Ce genre a été décrit par Wunderlich en 1992 dans les Tetragnathidae. Il est placé en synonymie avec Sancus par Kuntner et Álvarez-Padilla en 2006. Le nom Sancus Tullgren, 1910 étant préoccupé par Sancus Nicéville, 1891, il est remplacé par Leucognatha par Ceccolini et Cianferoni en 2022.

## Publication originale
- Wunderlich, 1992 : « Die Spinnen-Fauna der Makaronesischen Inseln: Taxonomie, Ökologie, Biogeographie und Evolution. » Beiträge zur Araneologie, vol. 1, p. 1-619.